# Байбахтіно
Байба́хтіно (рос. Байбахтино, чув. Виçпӳрт) — присілок у складі Комсомольського району Чувашії, Росія. Входить до складу Комсомольського сільського поселення.
Населення — 127 осіб (2010; 140 у 2002).
Національний склад:
- чуваші — 98 %